# Neupokoyev Bight
Die Neupokoyev Bight (russisch Залив Неупокоева Saliw Neupokojewa) ist eine 50 km breite Bucht im Schelfeisgürtel vor der Prinzessin-Martha-Küste des ostantarktischen Königin-Maud-Lands. Sie liegt rund 30 km nordöstlich der Ziolkowski-Insel.
Norwegische Kartographen kartierten sie anhand von Luftaufnahmen, die zwischen 1958 und 1959 bei der Dritten Norwegischen Antarktisexpedition (1956–1960) entstanden. Sowjetische Wissenschaftler kartierten sie 1961 erneut und benannten sie nach dem russischen Hydrographen Konstantin Konstantinowitsch Neupokojew (1884–1924), der in den 1920er Jahren im Arktischen Ozean tätig war. Das Advisory Committee on Antarctic Names übertrug die russische Benennung 1970 ins Englische.